# Lars Halapi
Peter Lars-Marton Halapi (geboren am 10. Februar 1967 in Ösmo, Stockholms län) ist ein schwedischer Gitarrist und Musikproduzent. Er war Gründungsmitglied bei der Band Bo Kaspers Orkester bis ins Jahr 1996, gründete die schwedische Musikgruppe Gloria, war Gitarrist u. a. bei Olle Ljungström und als Produzent tätig  u. a. für Eskobar, Peter Jöback, Sophie Zelmani und Ulf Lundell. 2005 hatte er sein Solo-Debüt mit dem Album When Your TV Makes You Cry. 2005 und 2006 wurde Lars Halapi nominiert für den schwedischen Grammis in der Kategorie Bester Produzent. Seit 2006 ist er mit der schwedischen Komikerin und Schauspielerin Sanna Persson Halapi verheiratet.
1995 spielte er einen Gitarristen im Film Stora och små män.

## Diskografie (Auswahl)

### Studioalbum
- 2005 – When Your TV Makes You Cry

### Mit der Gruppe Gloria
- 1999 – Gloria
- 2003 – People Like You and Me

### Als Produzent und/oder Gitarrist
- Bo Kaspers Orkester – Söndag i sängen (1993)
- Bo Kaspers Orkester – På hotell (1994)
- Sophie Zelmani – Sophie Zelmani (1995)
- Rebecka Törnqvist – Good Thing (1995)
- Bo Kaspers Orkester – Amerika (1996)
- Sophie Zelmani – Precious Burden (1996)
- Ulf Lundell – Män Utan Kvinnor (1997)
- Tomas Andersson Wij – Ebeneser (1998)
- Sophie Zelmani – Time to Kill (1999)
- Tomas Andersson Wij – Ett slag för dig (2000)
- Eskobar – 'Til We're Dead (2000)
- Rebecka Törnqvist – Vad Jag Vill (2003)
- Sophie Zelmani – Sing and Dance (2002)
- Peter Jöback – Gå inte förbi (2002)
- Sophie Zelmani – Love Affair (2003)
- Peter Jöback – Det här är platsen (2004)
- Sophie Zelmani – A Decade of Dreams (2005)
- Eva Dahlgren – Snö (2005)
- Sara Isaksson & Rebecka Törnqvist – Fire in the Hole (2006)
- Eva Dahlgren – Petroleum och Tång (2007)
- Sophie Zelmani – Memory Loves You (2007)
- Sophie Zelmani – The Ocean and Me (2008)
- Emil Jensen – Emil Jensen (2008)
- Sophie Zelmani – I'm the Rain (2010)